# بوكيمون الفلم: أسرار الأدغال
بوكيمون الفيلم: أسرار الأدغال (بالإنجليزية: Pokémon the Movie: Secrets of the Jungle). صدر في اليابان بعنوان بوكيمون الفيلم الثالث و العشرون : كوكو (باليابانية: 劇場版ポケットモンスター ココ)، هو فيلم أنمي ياباني صدر في عام 2020، يستند إلى سلسلة أفلام البوكيمون الذي تملكه شركة البوكيمون العالمية التابعة للعملاق الياباني نيتيندو ولمؤلف القصة ساتوشي تاجيري.
تم إنتاجه بالتعاون بين كل من أستديوهات "أستديوهات أوه إل ام" و"ويت استديو". هو الفيلم الثالث والعشرون من سلسلة أفلام بوكيمون، وهو الفيلم الثالث في سلسلة جدول زمني بديل أي لا علاقة لها بالانمي أو ذات قصة منفصلة مثل فيلم "I Choose You" و "The Power of Us".

## قصة الفيلم
في غابة "أوكوايا"، يجد البوكيمون الأسطوري "زارود" طفلًا رضيعًا في مهد جرفته مياه النهر. وعندما لا يستطيع ترك الطفل وحده، يتبناه كابن له، ويسميه "كوكو".
يغادر "زارود" قبيلته، التي تعيش في شجرة كبيرة عميقًا في الغابة حيث يُمنع البشر من دخولها، لتربية "كوكو" الذي ينشأ كطفل بري.
بعد عشر سنوات، يزور "آش كيتشام" و"بيكاتشو" غابة "أوكوايا" من بلدة "ميليفيا" القريبة. أثناء محاولتهما اصطياد "كرامورانت" بري، يصادف "آش" و"بيكاتشو" فريق بحث من شركة "بايوتوب"، وهي منظمة علمية تدرس الغابة. تتبعهم "فريق روكيت" سراً، تبحث عن معلومات حول شركة "بايوتوب" و قائدها "الدكتور زيد"، وتقرر التسلل إلى المجموعة.
في وقت لاحق، يرى "آش" "كوكو" يسقط من شلال بعد أن فقد وعيه من أنبوب أثناء تأرجحه، وينقذه من الماء، ويأخذه إلى مركز بوكيمون في بلدة "ميليفيا" للعلاج. عندما يستيقظ "كوكو"، يهلع ويهرب من المبنى، إذ لم يرَ بشرًا آخرين من قبل. بعد اكتشاف أن "كوكو" يعتقد أنه بوكيمون، يقضي "آش" و"بيكاتشو" الوقت معه في المدينة، ويساعدانه على التعرف على البشر للمرة الأولى.
يلتقي "آش" و"بيكاتشو" و"كوكو" لاحقًا ب"زارود"، الذي يُجبر على الاعتراف بالحقيقة حول أصل "كوكو". يأخذهم "زارود" إلى مختبر مهجور وجده بعد فترة قصيرة من تبنيه ل"كوكو"، حيث يُظهر لهم صورة وجدها لطفل "كوكو" مع والديه البشر. ثم يغادر "زارود"، عائدًا إلى الشجرة الكبيرة بمفرده.
بعد أن يجد "آش" محفظة من شركة "بايوتوب"، يأخذ "كوكو" إلى مقرهم، حيث يلتقيان ب"الدكتور زيد". يكشف لهم أن والدي "كوكو"، "كروم" و"فوسا موليبدينوم"، كانا عالِمين قد قادا المنظمة في أبحاث الينابيع الشافية، وأن الاسم الحقيقي ل"كوكو" هو "آل موليبدينوم". ومع ذلك، قُتل "كروم" و"فوسا" في حادث سيارة قبل عشر سنوات، وكان يُعتقد أن "آل" قُتل أيضًا. يقوم "زيد" بمسح قلادة "كوكو" ويكتشف بيانات جزئية تالفة عليها تظهر صورة الشجرة الكبيرة. محبطًا من أخبار مصير والديه، يهرب "كوكو" إلى الشجرة الكبيرة أيضًا.
بمجرد وصوله إلى الشجرة الكبيرة، يكتشف "كوكو" شريحة تتبع زرعها "زيد" عليه. يصل "زيد" مع فريق بحثه، الذي تسلل إليه "فريق روكيت"، ومع دبابة ضخمة.
يحاول "كوكو" و"آش "إيقاف "زيد"، لكنه يقيدهم ويلقي بهم في الجزء الخلفي من شاحنته. ثم يطلق صواريخ على الشجرة الكبيرة، مما يتسبب في خلق ثقوب تتدفق منها مياه الينابيع. يهرب "آش" و"بيكاتشو" و"كوكو" بمساعدة غير مقصودة من "فريق روكيت" أثناء تصارعهم مع "كرامورانت"، ويواجهون "زيد"، الذي يعاني من انهيار نفسي ويعترف أنه، عندما اكتشف "كروم" و"فوسا" موقع الشجرة الكبيرة ولكنهم رفضوا الاستمرار في البحث عنها احترامًا لقبيلة "زارود"، قتلهم وسرق إمداداتهم من مياه الينابيع. قبل وفاتهم، أرسل "كروم" و"فوسا" "آل" الرضيع في النهر مع جهاز يحتوي على باقي أبحاثهم، مما أدى إلى اكتشاف "زارود" له.
يستولي "زيد" على السيطرة على الدبابة من أتباعه، ويحاول "آش" و"بيكاتشو" و"كوكو" قتال "زيد" دون جدوى. يصل "زارود" مع قبيلته، بعد أن أقنعهم بمساعدته في إنقاذ الغابة. كما يجلب مجموعة من البوكيمونات البرية، التي كانت تكره قبيلته سابقًا بسبب سلوكهم الأناني، للمساعدة. يتعرض "زارود" لإصابة في المعركة ويكاد يسقط، لكن "كوكو" يتمكن من استغلال قوة الغابة كما لو كان بوكيمون، ويشفيه.
معًا، يتمكنون من تدمير مصدر طاقة الدبابة، مما يعطلها. يحاول "زيد" الهروب، لكنه يُقبض عليه من قبل "كوكو" ويُعتقل من قبل الشرطة مع الأدلة التي كشفتها "فريق روكيت"، ويعمل البشر والبوكيمون معًا لإصلاح الأضرار التي لحقت بالغابة.
في النهاية، يقرر "كوكو" مغادرة الغابة لاستكشاف عالم البشر ليصبح الجسر بين البشر والبوكيمون، حاملاً معه صورة والديه. عندما يغادر هو و"آش" غابة "أوكوايا"، يرون "زارود" يحول الينابيع الشافية إلى نافورة ليودع "كوكو". متشجعًا بهذا، ينطلق "كوكو" نحو مستقبله، مُحتضنًا هويته المزدوجة كزارود وإنسان. عند الشجرة الكبيرة، يرى "زارود" "سيلبي المتلألئة"، التي تراقبه الآن يعيش في وئام مع البوكيمونات الآخرى.

## طاقم العمل العربي
ترجمة: ماري تيريز غيا.
إخراج الدبلجة: غدير بزي.
الأصوات العربية:
- رنا الرفاعي - آش

- رانية مروة - كوكو

- علي سعد - دادا

- مهدي فخر الدين - دكتور زيد

- فادي الرفاعي - ألفا

- سهير ناصر الدين - شارون، ديليا

- علي الزين - الحكيم

- أسمهان بيطار - جيسي

- عبدو حكيم - جايمس

- حسن حمدان - مياوث

- ريمون فرنسيس - المعلق

- حسن المصري

- سمير فهد

- رنا بركات

- علاء بيطار - كروم

- شربل أيوب

- علاء زاعور

- سيلفانا فلفلي - فوسا

- جورج دياب - العمدة

- جيهان ملا - الممرضة جوي

## إصدار الفيلم
أصدر الفيلم في 25 ديسمبر 2020 في اليابان، تأجل تاريخ الإصدار الأصلي الذي كان محددًا في 10 يوليو 2020 بسبب جائحة مرض فيروس كورونا 2019.
أصدر الفيلم عالميًا على نتفليكس في 08 أكتوبر 2021، مدبلجًا إلى عدة لغات، بما في ذلك العربية. تمت الدبلجة العربية في لبنان بواسطة شركة إيمدج برودكشن هاوس.

## روابط خارجية
- الموقع الياباني الرسمي
- الحساب الياباني الرسمي علي موقع تويتر